# Fiat 642
Il Fiat 642 è un autocarro prodotto dalla Fiat Veicoli Industriali dal 1952 al 1963, anno in cui fu sostituito dal Fiat 643.
Nel 1955 venne equipaggiato con la nuova cabina, detta "baffo" per la nuova calandra, ma denominato N2.  La meccanica subì qualche aggiornamento, il motore rimase il 6.650 cc da 92 cv a 2000 giri. In un secondo momento, sono stati introdotti sul mercato i modelli N6, N6R e T6: questi ultimi due avevano una potenza maggiorata a 100 cv a 2200 giri,  mentre il modello N6 rimase a 92 cv, pur avendo qualche lieve adeguamento meccanico e di carrozzeria rispetto al precedente N2. Nel 1960 avvenne l'ultimo aggiornamento, con i modelli N65, N65R e T65: il motore passa a 7290 cc e 120 cv di potenza, i differenziali sono a riduzione semplice N65 oppure doppia N65R, T65 . Il peso massimo di combinazione era di 23 tonnellate e il peso rimorchiabile era di 12 tonnellate.

## Caratteristiche tecniche
Le prime versioni erano equipaggiate dal motore Fiat 364, un 6 cilindri di 6032 cm³ che erogava tra i 92 e i 100 CV a 2000 giri/min. Dal 1960 il propulsore venne portato a 7298 cm³ ed erogava 120 CV.

## La versione autobus

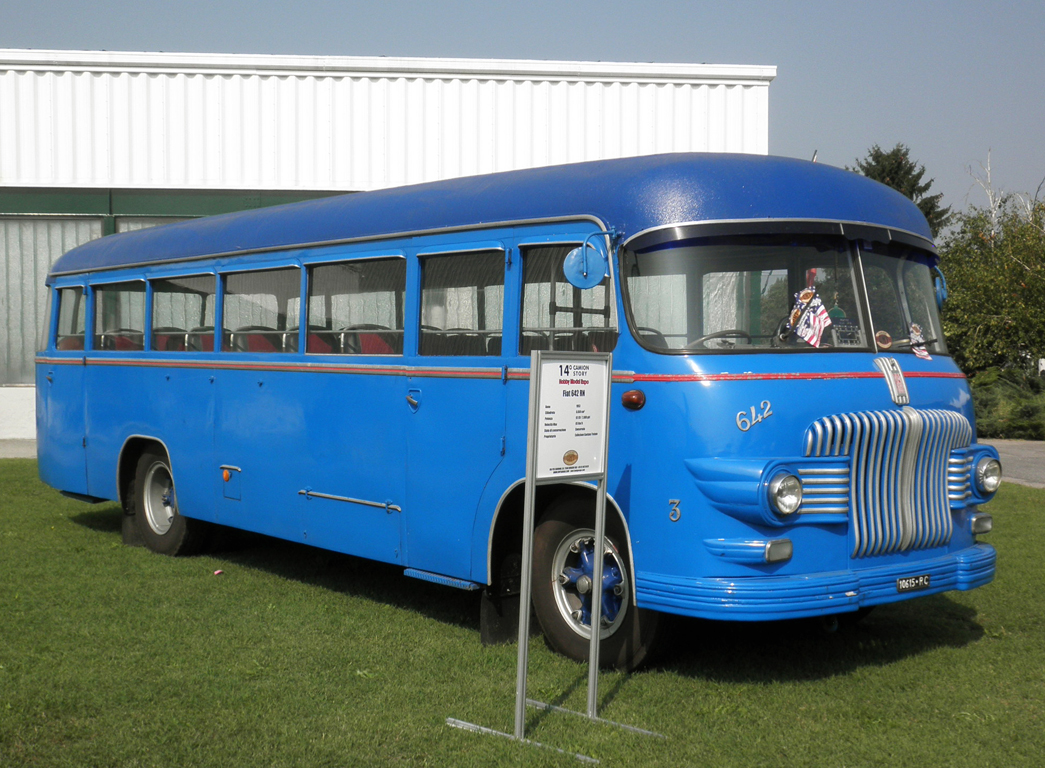
Autobus Fiat 642 RN

Il Fiat 642 RN è il modello autobus derivato dall'omonimo autocarro e dotato di un telaio ribassato, da cui la lettera "R" nella nomenclatura. 
È stato sostituito nel 1958 dal Fiat 309, altro autobus progettato ex novo come il 306, e non come allestimento particolare della meccanica di un camion.
Il 642 RN era disponibile in versioni di linea e gran turismo. In particolare è stato carrozzato da diversi carrozzieri come, per esempio, Barbi che ne produsse anche una versione particolare panoramica e la carrozzeria Bianchi & C., già un fornitore di autoveicoli per la Santa Sede, che realizzò tre esemplari speciali di autobus chiesa.